# 2-es busz (Hajdúszoboszló)
A hajdúszoboszlói 2-es jelzésű autóbusz az Autóbusz-állomás és a Vasútállomás között közlekedik. A járatot a Volánbusz üzemelteti.

## Megállóhelyei
| 0 | Autóbusz-állomás végállomás | 8 | 1, 1A, 2A, 3 4445, 4446, 4473, 4475, 4476, 4477, 4542 1343, 1344, 1372, 1441, 1443, 1444 | Autóbusz-állomás, Hungarospa Hajdúszoboszló |
| 2 | Hőforrás utca 4.            | 6 |                                                                                          |                                             |
| 3 | Hőforrás utca 74.           | 5 |                                                                                          |                                             |
| 5 | Szociális otthon            | 3 |                                                                                          |                                             |
| 6 | Hőforrás utca 135.          | 2 | 1A, 2A                                                                                   |                                             |
| 7 | Rákóczi utca 157.           | 1 | 1 4542                                                                                   |                                             |
| 8 | Vasútállomás végállomás     | 0 | 1, 1A 4542 IC, EC, sebesvonat, gyorsvonat, expresszvonat                                 | Vasútállomás                                |

## Külső hivatkozások
- Hajdúszoboszló vonalhálózati térkép (2018.01.01-től) (PDF). Észak-magyarországi Közlekedési Központ. (Hozzáférés: 2018. szeptember 9.)